# Michael Minsky
Michael (Gregory) Minsky (Russisch: Михаил (Григорий) Минский; Michail (Grigori) Minski) geboren als Michail Spirin (Spiridonov) (Russisch: Михаил Спирин (Спиридонов) (Bagajevo (Tatarstan), 12 augustus 1918 - Zwolle, 9 oktober 1988) ook bekend als Mino Minzer en tussen de Oekraïners als Myhailo Minsky, was een Russische zanger. Hij geldt als een van de grote vertolkers van het Russische en Oekraïense lied en was solist en dirigent van het Don-Kozakkenkoor Serge Jaroff.

## De tijd in Rusland
Reeds vroeg verdiepte Michael Minsky zich in muziek en cultuur en speelde bajaan. In 1935 ging hij naar de Rabfak(de arbeiderfaculteit) en studeerde daarna geologie aan de Universiteit van Kazan. Hij werd lid van het Academisch Koor in 1941 en werd daar uitverkozen door Maria Vladimirovna Vladimirova om naar het Conservatorium in Moskou te gaan. Zij voorspelde Michael een grote operacarrière en riep uit: "Geef mij deze Onegin mee naar Moskou, ik wil zelf met hem studeren."

## Tweede Wereldoorlog
Op 22 juni 1941 viel nazi-Duitsland de Sovjet-Unie aan en op 2 augustus 1942 werd Michael opgeroepen voor een functie in het leger. Hij kreeg hiervoor een opleiding in Saratov. Al snel werd hij krijgsgevangen gemaakt en vertoefde 33 maanden bij de frontzone. Toen hij als dwangarbeider aan de Hongaarse grens werkte, bleek zijn baas een zanger van het Platoff Don Kozakken Koor te zijn. Deze vertelde hem over het Don Kozakken Koor Serge Jaroff.

## Kampen
Van 1945 tot 1948 vertoefde Michael in verschillende vluchtelingenkampen. Op 3 november 1945 werd er in Bad Hersfeld een internationaal koor, Trembita gevormd o.l.v. professor Tsependa. Dit koor gaf veel concerten in andere kampen, o.a. in 1946 in Ingolstadt en op 15 november 1948 in Bad Kissingen. Vervolgens verhuisde Michael naar kamp Karlsfeld. In dit kamp werd veel aan cultuur gedaan en toen het kamp werd opgeheven, werden de vluchtelingen verdeeld over Berchtesgaden en Mittenwald.

In 1946 in Regensburg kwam Michael in aanraking met het beroemde Ukrainian Bandurist Chorus Taras Sjevchenko.

## Amerika, de Oekraïense periode
Samen met het Baduristenkoor werd Michael naar Amerika uitgenodigd. Hij kwam daar aan op 5 mei 1949 en werd in hetzelfde jaar op het Witte Huis ontvangen. Michael streek neer in New York en studeerde daar met een studiebeurs. Hij ging opera en operette zingen, o.a. op 2 oktober 1949 in het Mansonic Auditorium. Hij maakte zijn debuut in 1953 in Carnegie Hall en zong in 1954 in Aida in Philadelphia.
Verder was hij in deze periode zeer actief in de Oekraïense gemeenschap.
Hij trad op in alle grote steden met een Oekraïense gemeenschap in Amerika en Canada.
De eerste grammofoonplaat werd gemaakt in 1950 en in de daarop volgende periode werden er tot 1962 nog twintig gemaakt met beroemde Oekraïense componisten uit de diaspora zoals Mykola Fomenko, Ihor Sonevytsky, W. Hrudyn, Prof J.B. Rudnyskyj, W. Havrylenko en Stephan Hanushewsky.
Verder trad hij op als solist in het Baduristenkoor en werkte samen met Ivan Zadorozny, Volodymyr Bozyk en Hryhory Kytasty.
Op 21 februari 1953 werd Michael genaturaliseerd tot Amerikaans staatsburger en veranderde zijn naam van Spirin in Minsky.
In 1971 werd zijn 50e verjaardag gevierd door de Oekraïense gemeenschap met een galaconcert en in hetzelfde jaar maakte hij een concerttour langs de Oekraïense centra in Engeland.

## Banduristen
In 1958 maakte hij een tournee door Canada en Amerika met een kwintet Banduristen ter promotie van het Banduristenkoor. Op 18 november 1958 zong hij tijdens een tournee door Europa (Engeland, Zwitserland, Zweden, Denemarken en Nederland) met het Banduristenkoor in het Concertgebouw te Amsterdam. Op dat moment had hij zijn domicilie in Detroit. Van het begin in 1946 tot in 1984 zou hij steeds weer terugkeren naar dit koor als solist.

In 1959 studeerde hij met een beurs in Rome en werd door de paus ontvangen.

## Kozakkenkoren
Begin jaren 60 zong hij bij het Schwarzmeerkozakkenkoor en trad hij op als gast in "Rodina" in Hamburg (1962, 1963, 1964) en, en toen "Rodina" op 31 maart 1966 haar deuren sloot, zong hij van 1966-1968 in "Datscha" eveneens in Hamburg. Wederom met een beurs studeerde hij in New Orleans en zong daar Pagliacci. Begin 1963 zong hij in La Scala in Philadelphia.
Op 1 september 1963 tot 31 augustus 1964 zong hij aan de opera in Gelsenkirchen en gaf concerten met Michael Goldstein en Galina Kowal
Hoewel hij sinds 1948 al in contact was met het Don Kozakkenkoor Serge Jaroff en zijn dirigent, duurde het nog tot de herfst 1964 voordat Michael Minsky zich liet overhalen en in Luzern toetrad tot het koor van Serge Jaroff. Tot het voorjaar 1979 zou hij bij Jaroff blijven.
Op 22 april 1966 gaf hij weer een concert in het Mansonic Auditorium.
En in dezelfde periode trad hij op in "Friends Academy" met Ludmilla Azova.
Michael verbleef op dat moment al het grootste deel van zijn tijd in Europa.

## Australië
In 1972 en 1984 maakte Michael een tournee door Australië gesponsord door de "United Ukrainian Organisations".
Daarna produceerde hij een serie grammofoonplaten met het Weens Symfonie Orkest o.l.v. Andrij Hnatyshyn, W.Havrylenko en Hermann Kropatschek.
Uiteindelijk verhuisde hij in 1978 voorgoed naar Nederland.

## Nederland
Op 7 januari 1980 richtte hij in Zwolle (Nederland) het gemengde Slavisch Koor Zwolle op.
Na enkele maanden gaf dit koor reeds zijn eerste grote concert en stond een aantal malen in tv-uitzendingen. Naar aanleiding van dit succes werd hij uitgenodigd als dirigent van het Haagse amateur Oeral Kozakken Koor (1982-1984). Van 1984 tot 1988 was hij muzikaal leider van het Ural Kosaken Chor in Duitsland.
Voorts maakte hij concertreizen met de Wolga Kozakken.

In het najaar 1984 startte hij een amateurkozakkenkoor in Rijswijk, maar hij constateerde in zijn autobiografie, dat, dat het ook niet was en toen de uitnodiging kwam van Otto Hofner (manager en vriend van Serge Jaroff) om het originele Don Kozakkenkoor weer op te starten met conform de wens van Jaroff Nicolai Gedda als solist, twijfelde Michael Minsky geen moment en dirigeerde in 1986 de tournee langs de grote concertpodia in Duitsland. Toen Nicolai Gedda echter niet iedere dag wilde zingen en Michael Minsky ziek werd, wilde Otto Hofner niet meer.

## Millennium
Op 10 mei 1988 ontving hij uit handen van burgemeester Loopstra de Mr. Willem Bartjens prijs vanwege het feit, dat hij de stad Zwolle wereldwijd op de kaart gezet had.
De tijd die Michael Minsky nog te leven had, besteedde hij aan de organisatie van de Nederlandse viering van het duizendjarig bestaan der Russisch-orthodoxe Kerk.
Deze landelijke viering vond plaats in Zwolle  op 30 september 1988 in aanwezigheid van kerkelijke hoogwaardigheidsbekleders en Hare Majesteit Koningin Beatrix.
Negen dagen daarna stierf Michael Minsky.